# Вольмер, Харди
Ха́рди О́марович Во́льмер (эст. Hardi Volmer; род. 8 ноября 1957, Пярну, Эстонская ССР, СССР) — советский и эстонский сценарист, кинорежиссёр, художник театра кукол, музыкант. Вокалист панк-рок-группы «Singer Vinger». 

## Биография
Родился 8 ноября 1957 года в Пярну. Отец, Омар Вольмер, был директором Пярнуского краеведческого музея.
В 1976 году окончил Пярнускую 2-ю среднюю школу им. Лидии Койдула, в 1978 году — Таллинский техникум № 4 по специальности «портной мужской и детской верхней одежды», в 1985 году — Государственный художественный институт Эстонской ССР по специальности «театральный художник».
В студенческие годы участвовал в андерграундной киногруппе «Päratrust Film».
В 1984 году дебютировал как режиссёр мультфильмом «Новогодняя сказка» и в дальнейшем снял ещё несколько мультфильмов в цехе кукольных фильмов киностудии «Таллинфильм» (с 1994 года — «Nukufilm»).
Снимал телевизионные комедийные шоу («Kitsas king» — с эст. «Узкий ботинок») и сериалы («Пушка любви», 1998, «Kanal 2»; «Паралич», 2000, «TV3»), в 2001—2013 годах — политическое сатирическое кукольное шоу «Мягкие и пушистые» на частном эстонском телеканале «Kanal 2».
В качестве внештатного художника-постановщика создал более 100 сценических оформлений, также снимал и разрабатывал рекламные ролики, музыкальные клипы с использованием различных техник, занимался дизайном книг и театральных афиш.
В 2000—2007 годах работал доцентом кафедры исполнительского искусства Эстонской академии художеств. Организовывал мастер-классы по анимации и кино в Эстонии, в Штутгартской киношколе, в киношколе «Volda», в Люксембурге и в Ливерпуле.
Член Эстонского союза кино, Эстонского театрального союза и Эстонского союза художников. 

## Фильмография

### Фильмы
- 1980 — Шпана — режиссёр
- 1981 — Царь Муха — режиссёр
- 1988 — Вернанда — художник-постановщик
- 1989 — Человек, которого не было — художник-постановщик
- 1994 — Огненная вода — сценарист, режиссёр
- 1997 — Все мои Ленины — сценарист, режиссёр
- 1998 — Пушка любви — режиссёр
- 2000 — Паралич — сценарист, режиссёр
- 2001 — Мягкие и пушистые — режиссёр, художник-постановщик
- 2005 — Пярнография — сценарист, режиссёр
- 2006 — Арнольд Рюйтель. Незаконченное предложение — сценарист
- 2008 — Таарка — сценарист, консультант
- 2009 — Юбилейный год — режиссёр
- 2013 — Золотые прядильщики — режиссёр
- 2013 — Живые картинки — режиссёр
- 2016 — Урбанизация — режиссёр, оператор, продюсер
- 2019 — Жизнь Йоханнеса Пяэсуке — автор идеи, сценарист, режиссёр
- 2022 — Похоронен в Европе — сценарист, режиссёр, продюсер
- 2023 — Боже, рок-н-ролл! — режиссёр, оператор

### Мультфильмы
- 1984 — Новогодняя сказка — режиссёр, художник-постановщик
- 1985 — Заколдованный остров — сценарист, режиссёр, художник-постановщик
- 1986 — Весенняя муха — режиссёр, художник-постановщик
- 1987 — Война — сценарист, режиссёр, художник-постановщик
- 1988 — Дела-делишки — режиссёр, художник-постановщик
- 1990 — Школьные истории II. Урок музыки — сценарист, художник-постановщик
- 1990 — Джекпот — режиссёр
- 1992 — Incipit vita nova — сценарист, режиссёр, художник-постановщик
- 1993 — Шедевр — художник-постановщик
- 1993 — Капуста — дизайнер шрифтов
- 1996 — Кто-нибудь ещё — сценарист, режиссёр, художник-постановщик
- 1998 — Примавера — сценарист, режиссёр, художник-постановщик
- 2003 — Барбары — сценарист, режиссёр, художник-постановщик
- 2007 — Заключительное заседание — сценарист, режиссёр, художник-постановщик

## Награды
- 2001 — Орден Белой звезды V степени[2]